# Until It Sleeps
Until It Sleeps este primul single și a patra piesă de pe albumul „Load” al formaṭiei Metallica, apărut în anul 1996. Piesa a fost scrisă de James Hetfield și Lars Ulrich. De asemenea, piesa a fost cântată alături de orchestra din San Francisco pe albumul S&M. Acesta a fost primul number one al trupei Metallica în US Billboard Hot Mainstream Rock Tracks, fiind de asemenea primul și singurul cântec care a ajuns în top 10 în Billboard Hot 100, atingând poziṭia a 10-a.
O versiune demo a acestei piese a fost intitulată „F.O.B.D”, deoarece le amintea membrilor formației Metallica de o piesă a celor de la Soundgarden numită „Fall on black days”.